# قائمة الدفن في وادي الملوك

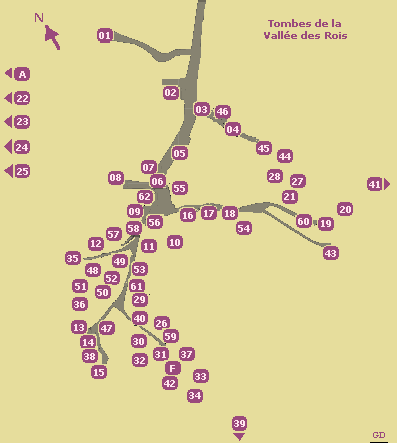
خريطة بمواقع المقابر المكتشفة بوادي الملوك.

بالأسفل قائمة تفصيلية بالمقابر المكتشفة في وادي الملوك بطيبة (بالقرب من الأقصر حاليا، مصر)
وقد ابتدع علماء المصريات أسلوبا في تكويد المقابر، بحيث يتم ترقيم المقابر بحسب أولوية الاكتشاف مع إضافة الحرفين KV قبل الرقم للمقابر المكتشفة في الوادي الشرقي بوادي الملوك (وKV اختصار لكلمتي Kings' Valley وتعني وادي الملوك بالإنجليزية) والحرفين WV للمقابر المكتشفة في الوادي الغربي بوادي الملوك (وWV اختصار لكلمتي West Valley وتعني الوادي الغربي بالإنجليزية) إلا أنه حديثا ومع بداية مشروع تخطيط طيبة تم تعميم الاختصار KV لكل المقابر المكتشفة في وادي الملوك بقسمية الوادي الشرقي والوادي الغربي.
وبدأ استخدام هذا الأسلوب في تكويد المقابر على يد جون جاردنر ويلكينسون عام 1821، والذي قام بتكويد 21 مقبرة معروفة لديه حتى ذلك الوقت (وإن كان بعض هذه المقابر اكتشفت قبل زمن بعيد من هذا التاريخ)، وبدأ ويلكينسون الترقيم بحسب موقع المقابر، مبتدئا من مدخل الوادي المواجه للضفة الغربية للنيل متجها جنوبا ثم شرقا، ومنذ ذلك الوقت تم ترقيم المقابر تصاعديا بترتيب اكتشافها.

## الوادي الشرقي
توجد أغلب المقابر المفتوحة في الوادي الشرقي بوادي الملوك وهو من أكثر مناطق مصر استقبالا للسياح على مدار العام.
| الرقم       | الاسم                                                                                                 | الحقبة الزمنية                    | ملاحظات |
| ----------- | --- | --------------------------------- | --- |
| مقبرة 1     | رمسيس السابع                                                                                          | الأسرة العشرون                    | |
| مقبرة 2     | رمسيس الرابع                                                                                          | الأسرة العشرون                    | |
| مقبرة 3     | أحد أبناء رمسيس الثالث                                                                                | الأسرة العشرون                    | |
| مقبرة 4     | رمسيس الحادي عشر                                                                                      | الأسرة العشرون                    | |
| مقبرة 5     | أبناء رمسيس الثاني                                                                                    | الأسرة التاسعة عشر                | تم الكشف عن 120 حجرة دفن ولا يزال العمل بها جاريا، ويرجح أنها أكبر مقابر وادي الملوك                                          |
| مقبرة 6     | رمسيس التاسع                                                                                          | الأسرة العشرون                    | |
| مقبرة 7     | رمسيس الثاني                                                                                          | الأسرة التاسعة عشر                | |
| مقبرة 8     | مرنبتاح                                                                                               | الأسرة التاسعة عشر                | |
| مقبرة 9     | رمسيس الخامس ورمسيس السادس                                                                            | الأسرة العشرون                    | تعرف أيضا باسم مقبرة ممنون |
| مقبرة 10    | آمون مسو                                                                                              | الأسرة العشرون                    | |
| مقبرة 11    | رمسيس الثالث                                                                                          | الأسرة العشرون                    | تعرف أيضا باسم مقبرة بروس وكذلك مقبرة عازفي القيثار                                                                           |
| مقبرة 12    | غير معروف                                                                                             | الأسرتان الثامنة عشر والتاسعة عشر | يرجح استخدامها كمقبرة عائلية                                                                                                  |
| مقبرة 13    | المستشار باي (لم يدفن فيها)، اغتصبها بعده أمنحرخبشف (ابن رمسيس الثالث) ومنتوحرخبشف (ابن رمسيس الثالث) | الأسرتان التاسعة عشر والعشرون     | |
| مقبرة 14    | توسرت ثم انتزعها ست نخت                                                                               | الأسرتان التاسعة عشر والعشرون     | |
| مقبرة 15    | سيتي الثاني                                                                                           | الأسرة التاسعة عشر                | |
| مقبرة 16    | رمسيس الأول                                                                                           | الأسرة التاسعة عشر                | |
| مقبرة 17    | سيتي الأول                                                                                            | الأسرة التاسعة عشر                | تعرف أيضا باسم مقبرة بلزوني وكذلك مقبرة أبيس                                                                                  |
| مقبرة 18    | رمسيس العاشر                                                                                          | الأسرة العشرون                    | |
| مقبرة 19    | منتوحرخبشف                                                                                            | الأسرة العشرون                    | |
| مقبرة 20    | تحوتمس الأول وحتشبسوت                                                                                 | الأسرة الثامنة عشر                | |
| مقبرة 21    | غير معروف                                                                                             | الدولة الحديثة                    | لم يستدل على هوية صاحب المقبرة                                                                                                |
| مقبرة 26    | غير معروف                                                                                             | الدولة الحديثة                    | لم يستدل على هوية صاحب المقبرة                                                                                                |
| مقبرة 27    | غير معروف                                                                                             | الدولة الحديثة                    | لم يستدل على هوية صاحب المقبرة                                                                                                |
| مقبرة 28    | غير معروف                                                                                             | الدولة الحديثة                    | لم يستدل على هوية صاحب المقبرة                                                                                                |
| مقبرة 29    | غير معروف                                                                                             | الدولة الحديثة                    | لم يستدل على هوية صاحب المقبرة                                                                                                |
| مقبرة 30    | غير معروف                                                                                             | الأسرة العشرون                    | تعرف أيضا باسم مقبرة لورد بيلمور                                                                                              |
| مقبرة 31    | غير معروف                                                                                             | الدولة الحديثة                    | لم يستدل على هوية صاحب المقبرة                                                                                                |
| مقبرة 32    | تيا                                                                                                   | الأسرة الثامنة عشر                | |
| مقبرة 33    | غير معروف                                                                                             | الدولة الحديثة                    | لم يستدل على هوية صاحب المقبرة                                                                                                |
| مقبرة 34    | تحوتمس الثالث                                                                                         | الأسرة الثامنة عشر                | |
| مقبرة 35    | أمنحتب الثاني                                                                                         | الأسرة الثامنة عشر                | تم العثور على أكثر من إثنتي عشر مومياء ملكية داخل المقبرة                                                                     |
| مقبرة 36    | ماحربري                                                                                               | الأسرة الثامنة عشر                | أحد النبلاء في عصر حتشبسوت |
| مقبرة 37    | غير معروف                                                                                             | الدولة الحديثة                    | لم يستدل على هوية صاحب المقبرة                                                                                                |
| مقبرة 38    | تحوتمس الأول                                                                                          | الأسرة الثامنة عشر                | يرجح أن تحوتمس الثالث هو من أسس هذه المقبرة لسلفه                                                                             |
| مقبرة 39    | أمنحتب الأول على الأرجح                                                                               | الأسرة الثامنة عشر                | |
| مقبرة 40    | غير معروف                                                                                             | الدولة الحديثة                    | لم يستدل على هوية صاحب المقبرة                                                                                                |
| مقبرة 41    | غير معروف                                                                                             | الأسرة الثامنة عشر                | يرجح أن تكون مقبرة الملكة تتي شري                                                                                             |
| مقبرة 42    | حتشبسوت ميريت رع                                                                                      | الأسرة الثامنة عشر                | |
| مقبرة 43    | تحوتمس الرابع                                                                                         | الأسرة الثامنة عشر                | |
| مقبرة 44    | غير معروف                                                                                             | الدولة الحديثة                    | لم يستدل على هوية صاحب المقبرة                                                                                                |
| مقبرة 45    | وسرحات (المقبرة 45)                                                                                   | الأسرة الثامنة عشر                | أحد النبلاء |
| مقبرة 46    | يويا وتويا                                                                                            | الأسرة الثامنة عشر                | آباء الملكة تيي |
| مقبرة 47    | سابتاح                                                                                                | الأسرة التاسعة عشر                | |
| مقبرة 48    | أمن إم إبت المدعو با إيري                                                                             | الأسرة الثامنة عشر                | أحد النبلاء |
| مقبرة 49    | غير معروف                                                                                             | الأسرة الثامنة عشر                | يرجح أن المقبرة كانت حجرة للتخزين في الأساس                                                                                   |
| مقبرة 50    | غير معروف                                                                                             | الأسرة الثامنة عشر                | المقبرة تضم مومياوتين حيوانيتين يرجح أنها لحيوانين كانا لأمنحتب الثاني                                                        |
| مقبرة 51    | غير معروف                                                                                             | الأسرة الثامنة عشر                | المقبرة تضم موميوات حيواننية عديدة يرجح أنهم لحيوانات كانت لأمنحتب الثاني                                                     |
| مقبرة 52    | غير معروف                                                                                             | الأسرة الثامنة عشر                | المقبرة تضم مومياء لحيوان يعتقد أنها لحيوان كان لأمنحتب الثاني                                                                |
| مقبرة 53    | غير معروف                                                                                             | الدولة الحديثة                    | |
| مقبرة 54    | غير معروف                                                                                             | الأسرة الثامنة عشر                | يرجح أنها حجرة التحنيط الخاصة بمقبرة توت عنخ أمون                                                                             |
| مقبرة 55    | سمنخ كا رع وإخناتون                                                                                   | الأسرة الثامنة عشر                | يرجح أنها جبانة مومياوات حيث ضمت في أحد الأوقات مومياوات العديد من ملوك حقبة العمارنة أمثال تيي وإخناتون وسمنخ كا رع          |
| مقبرة 56    | غير معروف                                                                                             | الأسرة التاسعة عشر                | تعرف أيضا باسم المقبرة الذهبية، وصاحبها الأصلي غير معروف وإن عثر فيها على مقتنيات تحمل أسماء رمسيس الثاني وسيتي الثاني وتوسرت |
| مقبرة 57    | حورمحب                                                                                                | الأسرة الثامنة عشر                | |
| مقبرة 58    | غير معروف                                                                                             | الأسرة الثامنة عشر                | تعرف أيضا باسم مقبرة العجلة الحربية، وصاحبها الأصلي غير معروف وإن عثر فيها على رقائق ذهبية تحمل أسماء توت عنخ أمون وآي        |
| مقبرة 59    | غير معروف                                                                                             | الدولة الحديثة                    | لم يستدل على هوية صاحب المقبرة                                                                                                |
| مقبرة 60    | سات رع                                                                                                | الأسرة الثامنة عشر                | المربية الملكية لحتشبسوت |
| مقبرة 61    | غير معروف                                                                                             | الدولة الحديثة                    | المقبرة لا تبدو مستخدمة على الإطلاق                                                                                           |
| مقبرة 62    | توت عنخ أمون                                                                                          | الأسرة الثامنة عشر                | |
| مقبرة 63    | غير معروف                                                                                             | الأسرة الثامنة عشر                | الغرض من هذه المقبرة غير معلوم حتى الآن                                                                                       |
| مقبرة 64    | غير معروف                                                                                             | الدولة الحديثة                    | مدخل مقبرة لم يتم الكشف عنها بعد، اكتشف في يوليو 2008                                                                         |
| مقبرة 65    | غير معروف                                                                                             | الدولة الحديثة                    | مدخل مقبرة لم يتم الكشف عنها بعد، اكتشف في يوليو 2008                                                                         |
| KV B - KV T | غير معروف                                                                                             | الدولة الحديثة                    | مجموعة من الحفر، بعضها صمم ليكون مقابر والبعض الأخر يضم متعلقات جنائزية                                                       |

## الوادي الغربي
يتبع ترقيم المقابر في الوادي الغربي نفس النظم المتبعة في الوادي الشرقي، وحتى الآن لم يتم الكشف سوى عن أربعة مقابر فقط.
| الرقم    | الاسم          | الحقبة الزمنية     | ملاحظات |
| -------- | -------------- | ------------------ | --- |
| مقبرة 22 | أمنحتب الثالث  | الأسرة الثامنة عشر | تم إعادة دراسة المقبرة وهي غير متاحة للزوار                                                                                     |
| مقبرة 23 | خپر خپرو رع آي | الأسرة الثامنة عشر | المقبرة الوحيدة المتاحة للزوار بالوادي الغربي                                                                                   |
| مقبرة 24 | غير معروف      | الأسرة الثامنة عشر | أعيد استخدام المقبرة في عصر الأسرة الثانية والعشرين حيث وجد خمسة مومياوات لأشخاص من هذا العصر واستمر استخدامها حتى العصر القبطي |
| مقبرة 25 | غير معروف      | الأسرة الثامنة عشر | يعتقد أنها المقبرة الملكية لإخناتون إلا أنها لم تستخدم ولم يستكمل بنائها                                                        |
| WV A     | غير معروف      | الأسرة الثامنة عشر | يرجح أنها حجرة التخزين الخاصة بمقبرة أمنحتب الثالث                                                                              |

## وصلات خارجية
- نظم الترقيم بوادي الملوك